# Estefanía García
Estefanía Priscila García Mendoza (Portoviejo, 13 de mayo de 1988) es una deportista ecuatoriana que compite en judo. Ganó una medalla en los Juegos Panamericanos de 2015, y seis medallas en el Campeonato Panamericano de Judo entre los años 2012 y 2021.

## Palmarés internacional
| Juegos Panamericanos    | Juegos Panamericanos      | Juegos Panamericanos | Juegos Panamericanos |
| Año                     | Lugar                     | Medalla              | Categoría            |
| ----------------------- | ------------------------- | -------------------- | -------------------- |
| 2015                    | Toronto (Canadá)          | Medalla de oro       | –63 kg               |
| Campeonato Panamericano |                           |                      |                      |
| Año                     | Lugar                     | Medalla              | Categoría            |
| 2012                    | Montreal (Canadá)         | Medalla de plata     | –63 kg               |
| 2014                    | Guayaquil (Ecuador)       | Medalla de plata     | –63 kg               |
| 2016                    | La Habana (Cuba)          | Medalla de bronce    | –63 kg               |
| 2017                    | Ciudad de Panamá (Panamá) | Medalla de oro       | –63 kg               |
| 2019                    | Lima (Perú)               | Medalla de bronce    | –63 kg               |
| 2021                    | Guadalajara (México)      | Medalla de bronce    | –63 kg               |